# Kožušany-Tážaly
Kožušany-Tážaly település Csehországban, a Olomouci járásban. Kožušany-Tážaly Olomouc, Velký Týnec, Blatec, Grygov és Bystročice településekkel határos. Lakosainak száma 880 fő (2024. január 1.).

## Népesség
A település lakosságának változását az alábbi diagram mutatja:
| Lakosok száma | 668  | 769  | 826  | 761  | 795  | 822  | 876  | 869  | 835  | 880  |
|               | 1869 | 1900 | 1921 | 1961 | 1980 | 2011 | 2016 | 2019 | 2021 | 2024 |